# Mandi Bahauddin (distrikt)

Karta över provinsen Punjab med distriktet Mandi Bahauddin markerat

Mandi-Bahauddin (urdu: ضلع منڈی بہاؤالدین) är ett distrikt i den pakistanska provinsen Punjab. Administrativ huvudort är Mandi Bahauddin.

## Administrativ indelning
Distriktet är indelat i tre Tehsil.
- Malakwal Tehsil
- Mandi Bahauddin Tehsil
- Phalia Tehsil